# Bezzia punctipennis
Bezzia punctipennis är en tvåvingeart som först beskrevs av Samuel Wendell Williston  1896.  Bezzia punctipennis ingår i släktet Bezzia och familjen svidknott. Inga underarter finns listade i Catalogue of Life.